# Atypus baotianmanensis
Espèce
Atypus baotianmanensis est une espèce d'araignées mygalomorphes de la famille des Atypidae.

## Distribution
Cette espèce est endémique du Henan en Chine,.

## Étymologie
Son nom d'espèce, composé de baotianman et du suffixe latin -ensis, « qui vit dans, qui habite », lui a été donné en référence au lieu de sa découverte, la réserve naturelle de Baotianman.

## Publication originale
- Hu, 1994 : A new species of spider of the genus Atypus from natural conservation of Baotianman in Henan Province, China (Araneae: Atypidae). Acta arachn. sin., vol. 3, p. 127-130.